# Micrommatos anconatum
Micrommatos anconatum är en tvåvingeart som beskrevs av Quate och Brown 2004. Micrommatos anconatum ingår i släktet Micrommatos och familjen fjärilsmyggor.
Artens utbredningsområde är Venezuela. Inga underarter finns listade i Catalogue of Life.